# Paulo Henriques Britto
Paulo Henriques Britto (Rio de Janeiro, 12 de dezembro de 1951) é um poeta, professor e tradutor brasileiro.

## Biografia
Nasceu numa família da pequena burguesia carioca, o pai era militar. Quando tinha 10 anos viveu com os pais em Washington, capital dos Estados Unidos, durante 2 anos e meio, onde o pai esteve destacado.
Mais tarde frequentou a faculdade de cinema em Los Angeles e San Francisco, Estados Unidos, que nunca concluiu. Foi nesta altura que começou a escrever poesia.
Possui graduação em Licenciatura em Língua Inglesa e Portuguesa pela Pontifícia Universidade Católica do Rio de Janeiro em 1978 e mestrado em Letras em 1982 pela mesma instituição, que lhe conferiu o título de Notório Saber (2002).
Estreou-se como poeta em 1982, com Liturgia da matéria, a que se seguiu Mínima Lírica (1989), Trovar Claro (1997), com o qual recebeu o Prêmio Alphonsus de Guimarães, da Fundação da Biblioteca Nacional, e Macau (2003), com o qual recebeu o prêmio Portugal Telecom de literatura brasileira. Em 2004 lançou o livro de contos Paraísos Artificiais e em 2007 lançou Tarde, seguido de Formas do nada, em 2012.
Já traduziu mais de cem livros, entre obras de William Faulkner, Elizabeth Bishop, Byron, John Updike, Thomas Pynchon e Charles Dickens.
É atualmente professor associado na Pontifícia Universidade Católica do Rio de Janeiro em cursos de tradução, criação literária e literatura brasileira.
Em 22 de maio de 2025, foi eleito para a cadeira nº 30 da Academia Brasileira de Letras.

### Poesia
- 1982 - Liturgia da matéria
- 1989 - Mínima lírica
- 1997 - Trovar claro
- 2003 - Macau
- 2007 - Tarde
- 2009 - Eu quero é botar meu bloco na rua
- 2012 - Formas do nada
- 2018 - Nenhum Mistério

### Contos
- 2004 - Paraísos artificiais (contos)
- 2021 - O castiçal florentino

### Referência
- 2012- A tradução literária